# Phú Thịnh, Bình Long
Phú Thịnh là một phường thuộc thị xã Bình Long, tỉnh Bình Phước, Việt Nam.

## Địa lý
Phường Phú Thịnh có vị trí địa lý:
- Phía đông giáp huyện Hớn Quản
- Phía tây giáp phường An Lộc
- Phía nam giáp phường Phú Đức
- Phía bắc giáp xã Thanh Phú.

Phường có diện tích 3,94 km², dân số năm 2009 là 6.320 người, mật độ dân số đạt 1.606 người/km².

## Lịch sử
Phường Phú Thịnh được thành lập vào ngày 11 tháng 8 năm 2009 trên cơ sở 393,61 ha diện tích tự nhiên và 6.320 người của thị trấn An Lộc.